# Зои Дојч
Зои Франсис Чаја Томпсон Дојч (енгл. Zoey Francis Chaya Thompson Deutch; Лос Анђелес, 10. новембар 1994) америчка је глумица. Ћерка је редитеља Хауарда Дојча и глумице-редитељке Лее Томпсон.
Каријеру је започела улогом у серији Угодни живот на палуби (2010—2011) и криминалистичко-драмској серији Двојник (2011—2012). После филмског дебија у готичко-љубавном филму Предивна створења (2013), глумила је у фантастичном хорор филму Вампирска академија (2014), а номинована је за Награду по избору тинејџера.
Добила је похвале критичара за своје улоге у бројним филмовима, укључујући О томе ти причам (2016), Зашто баш он? (2016), Пре него што паднем (2017), Цвет (2017) и Бунтовник у житу (2017).

## Детињство и младост
Рођена је 10. новембра 1994. године у Лос Анђелесу, у Калифорнији. Ћерка је глумице Лее Томпсон и редитеља Хауарда Дојча. Има сестру, Мадлин Дојч, која је такође глумица. Друге чланове блиске родбине чине баба по мајци, музичарка Барбара Бари Томпсон, деда по оцу, музички директор Мари Дојч и прастриц, глумац Роберт Волден. Њен отац је из Њујорка и јеврејског је порекла, док јој је мајка из Минесоте делимично је ирског порекла. Дојчова је јеврејске религије и имала је бат-мицву.

## Филмографија

### Филм
| Година | Српски назив           | Изворни назив | Улога                   | Напомене                                     |
| ------ | ---------------------- | ------------- | ----------------------- | -------------------------------------------- |
| 2011.  |                        |               | Лана Марони             |                                              |
| 2012.  | Чудесни Спајдермен     |               | трачара                 | избрисана сцена                              |
| 2013.  | Предивна створења      |               | Емили Ашер              |                                              |
| 2014.  | Вампирска академија    |               | Роузмери „Роуз” Хатавеј |                                              |
| 2016.  |                        |               | Лили                    | кратки филм                                  |
| 2016.  | Декица пуштен са ланца |               | Шадија                  |                                              |
| 2016.  | О томе ти причам       |               | Беверли                 |                                              |
| 2016.  |                        | Кејт          |                         |                                              |
| 2016.  |                        | Нора Саливан  |                         |                                              |
| 2016.  | Зашто баш он?          |               | Стефани Флеминг         |                                              |
| 2017.  | Пре него што паднем    |               | Саманта Кингстон        |                                              |
| 2017.  | Бунтовник у житу       |               | Уна О’Нил               |                                              |
| 2017.  | Катастрофални уметник  |               | Боби                    |                                              |
| 2017.  | Цвет                   |               | Ерика Вандрос           |                                              |
| 2017.  |                        |               | Сабрина Клајн           | такође продуценткиња                         |
| 2018.  | Намештаљка             |               | Харпер Мур              |                                              |
| 2018.  | Професор               |               | Клер                    |                                              |
| 2019.  |                        |               | Пег Дал                 | такође продуценткиња                         |
| 2019.  | Повратак у Зомбиленд   |               | Медисон                 |                                              |
| 2022.  |                        |               | Мејбл                   |                                              |
| 2022.  |                        |               | Дени Сандерс            | постпродукција; такође извршна продуценткиња |
| 2024.  | Поротник број два      |               | Алисон „Али” Крусон     |                                              |

### Телевизија
| Година     | Српски назив                           | Изворни назив | Улога                                | Напомене                           |
| ---------- | -------------------------------------- | ------------- | ------------------------------------ | ---------------------------------- |
| 2010—2011. | Угодни живот на палуби                 |               | Маја Бенет                           | споредна улога; 7 епизода          |
| 2011.      | Морнарички истражитељи                 |               | Лорен                                | епизода: „Последњи резултат”       |
| 2011.      | Злочиначки умови: Понашање осумњиченог |               | девојка с плавом маском / Кристи Ана | епизода: „Девојка с плавом маском” |
| 2011.      |                                        |               | Билоу Тарнер                         | неприказани пилот                  |
| 2011—2012. | Двојник                                |               | Џулијет Мартин                       | споредна улога; 18 епизода         |
| 2013.      | Замењене на рођењу                     |               | Елиса Сојер                          | 2. епизоде                         |
| 2014.      |                                        |               | себе / гостујућа чланица жирија      | епизода: „Неконвенционални вампир” |
| 2019—2020. | Политичар                              |               | Инфинити Џексон                      | главна улога                       |
| 2020.      |                                        |               | принцеза Батеркап / Фезик            | епизода: „За бол!”                 |
| 2021.      |                                        |               | Лили                                 | гостујућа улога (глас)             |

### Музички спотови
| Година | Назив | Извођач      |
| ------ | ----- | ------------ |
| 2014.  | „”    |              |
| 2017.  | „”    | Ед Ширан     |
| 2021.  | „”    | Џастин Бибер |